# Harman Schinckel
Harman Schinckel (1535/1536 - Delft, 23 juli 1568) is een van de meest spraakmakende slachtoffers van de kettervervolging door de Raad van Beroerten. Hij was een boekdrukker in Delft die werd onthoofd vanwege het drukken van protestantse boeken. 
Van zijn jeugd is niets bekend. Hij werd in Montfoort of in Delft geboren en studeerde in Leuven. In 1559 werd hij aangesteld als ondermeester op de Latijnse School in Delft. Na een proefjaar werd hij ook verantwoordelijk voor het zangonderwijs. Het stelde hem in staat om een gezin te stichten. Hij trouwde in 1561 met Agniesgen Bruynen Caesarsdr en ze gingen op de hoek van de Oude Delft en de Schoolstraat wonen. In 1563 kreeg hij de opdracht van het Deltse stadsbestuur om een nieuw liedboek voor school en kerkkoor samen te stellen. Hij zocht samenwerking met een drukker uit Leuven, een zekere Bargange, maar van het drukken kwam niets terecht. Schinckel nam de drukpers in beslag, kreeg toestemming van het Delftse gemeentebestuur om een drukkerij te beginnen en nam ontslag als onderwijzer. Naast zijn drukwerk werkte hij verder aan het liedboek. Het Cantuale Novum werd een boek van meer dan 500 bladen, dat Schinckel op 21 juli 1566 opdroeg aan de burgemeesters van Delft. 1566 was echter ook het jaar van de herleving van de hagenpreken en de daaropvolgende beeldenstorm. Nog maar weinig mensen hadden in die tijd interesse in een katholiek liedboek, waardoor Schinckel bijna failliet ging. Hij schakelde daarom over op het drukken van geschriften over de nieuwe gereformeerde religie. Zijn drukpers bracht onder andere een Heidelbergse Catechismus, een psalmboek en een geloofsbelijdenis voort, die door de katholieke censuur als ketters werden beschouwd.  Hij hield zich wel aan het voorschrift van Willem van Oranje uit 1567 om geen opruiende drukwerken te produceren. Toen hij echter voor een bezoek aan zijn ouders in Montfoort enkele dagen afwezig was, nam zijn knecht toch de opdracht aan van een marktkoopman om een spotlied te drukken. Toen Schinckel thuiskwam, verbood hij de levering van het drukwerk en sloeg hij het op in zijn huis. Naar aanleiding van de beeldenstorm werd in 1567 door de hertog van Alva de Raad van Beroerten ingesteld, waardoor de vraag naar boeken over het nieuwe geloof afnam. Schinckel bleef opnieuw met onverkocht drukwerk zitten. Op 8 april 1568 werd hij gevangengenomen en vond men de grote voorraad van, volgens de katholieke censuur, opstandig drukwerk. Schinckel onderging lange verhoren, maar de rechters konden niet tot een eensluidend oordeel komen. Pas na ruim 3 maanden, op 22 juli 1568, kwam men, gedreven door angst voor Alva, tot een uitspraak: Schinckel werd ter dood veroordeeld.
Schinckel droeg zijn lot waardig. In zijn gevangenschap schreef hij nog naamdichten voor de artsen Pieter van Foreest en Cornelis Verheyden. In zijn afscheidsbrieven aan zijn vrouw, zijn twee dochtertjes en zijn zoontje vond men geen spoor van zelfbeklag. Een dag na de uitspraak werd hij op de markt onthoofd. Zijn bezittingen werden verbeurd verklaard. Zijn boeken werden naar het stadhuis vervoerd, waar de pastoor van de Oude Kerk en de schout de ketterse werken eruit selecteerden om ze te verbranden.
Uit de brieven die hij aan zijn vrouw en kinderen schreef, uit zijn scherpzinnig en principieel verweer, uit zijn waardige houding na het vonnis blijkt dat hij de protestantse drukwerken niet uit winstbejag maakte. Voor Schinckel was vrijheid en godsdienst onscheidbaar. Zoals hij het zelf uitdrukte, moest iedereen vrij zijn te leven "naer wat religie hy dachte salich te werden".

## Wetenswaardigheden
- Zijn vrouw hertrouwde met de drukker Aelbrecht Hendricksz van Leuningen en zette de drukkerij voort
- De brug tegenover zijn drukkerij heet tegenwoordig de Harmen Schinkelbrug

- Biografisch Portaal: 24688465
- Digitale Bibliotheek voor de Nederlandse Letteren: schi082
- Nederlandse Thesaurus van Auteursnamen: 075558467